# Camponotus fallatus
Camponotus fallatus é uma espécie de inseto do gênero Camponotus, pertencente à família Formicidae.